# Gewürzzubereitung
Gewürzzubereitungen oder Gewürzpräparate sind nach dem Deutschen Lebensmittelbuch Mischungen von Gewürzen, auch Gewürzaromen, mit weiteren geschmacksgebenden Zutaten, wie Salz, Zucker und technologisch notwendigen Stoffen. Sie enthalten mindestens 60 % Gewürze, nach der Definition des Lebensmittelbuchs also geschmacksgebene Pflanzenteile. Gewürzzubereitungen gehören zu den würzenden Zutaten.
Bezeichnet werden Gewürzzubereitungen nach der Zusammensetzung, beispielsweise „Zwiebel-Pfeffer-Gewürzzubereitung“, oder nach ihrem Verwendungszweck, wie „Gewürzzubereitung für Brathähnchen“. Als Gewürzpräparate werden sie bezeichnet, wenn sie zur Abgabe an Weiterverarbeiter bestimmt sind, so als „Gewürzpräparat für Fleischwurst“.
Abzugrenzen sind sie von Gewürzmischungen, die ausschließlich aus Gewürzen bestehen. 